# 安克·冯·泽克
安克·冯·泽克（德語：Anke von Seck，1966年9月10日—），旧姓诺特纳格尔（Nothnagel），德国女子皮划艇运动员。她曾代表东德、德国参加1988年和1992年夏季奥林匹克运动会皮划艇比赛，获得三枚金牌和一枚银牌。